# Valerie Hernandez
Valerie Hernandez (San Juan, 19 luglio 1993) è una modella portoricana incoronata Miss International 2014 l'11 novembre 2014 a Tokyo.

## Biografia
Prima di dedicarsi all'attività di modella, Hernandez ha svolto l'attività di insegnante di ginnastica e lavorato presso la catena di fast food Pizza Hut. Nel 2012, vinse il titolo di Miss Teen International.